# أزفلد كولبه
أُزفَلتْ كُولْبِه (بالألمانية: Oswald Külpe) (3 أغسطس 1862 - 30 يناير 1915) عالم نفس وفيلسوف ألماني من آواخر القرن التاسع عشر وبداية القرن العشرين. وهو أقل شهرة من معلمه فيلهلم فونت، أحدث ثورة في علم النفس التجريبي في وقته. كتب ألويس فيشر في نعيه: " كان كولبه بلا شك المؤسس الثاني لعلم النفس التجريبي على الأراضي الألمانية؛ مع أي تغيير أساسي يجب توفير المتطلبات التي يجب أن يتم إجراؤها في المختبرات".
درس كولبه كطالب دكتوراه ومساعد فونت في جامعة لايبزيغ، على الرغم من اختلاف أفكاره عن فونت أثناء تطويره لأبحاثه الخاصة. قدم كولبه مساهمات كبيرة في مجال علم النفس، مثل الأفكار غير المتخيلة، والتجريد وغيرها، وفي الفلسفة والمنطق وعلم الجمال.

## سيرته الشخصية
ولد أزفلد كولبه في كانداو بمقاطعة كورلاند، إحدى مقاطعات البلطيق التابعة للإمبراطورية الروسية. لغته الأم هي الألمانية، كان لديه أخ يدعى آلفونس كولبه وكان رجل دين، وأخت تعمل كممرضة. عاش جزءا كبيرا من حياته مع أبناء عمومته غير المتزوجين، أوتيلي وماري كولبه، في مساكنهم في لايبزيغ، وفورتسبورغ، وبون، وميونخ. لم يتزوج قط وخصص على مر السنين قدرا هائلا من الوقت لعمله. تعلم اللغة الروسية خلال فترة تدريبه في المدرسة الثانوية ليباو(Gymnasium in Libau)، حيث تخرج منها عام 1879م. ثم قام بتدريس التاريخ ومواد أخرى لمدة عام ونصف في مدرسة للبنين قبل أن ينتقل إلى لايبزبغ. في عام 1881م التحق بجامعة لايبزيغ. ركز دراسته على مادة التاريخ، لكنه حضر محاضرات فيلهلم فونت.
بين عامي 1882 و 1883م، درس كولبه في جامعة برلين، وحضر محاضرات هاينرش فون ترايتشكيه، وهو مؤرخ ألماني قومي. بعد دراسته في برلين، انتقل إلى غوتنفن، حيث أمضى دراسته لمدة عامين كطالب لجوروج إلياس مولر. بعد الفترة التي قضاها مع مولر، عاد إلى لايبزيغ للدراسة تحت إشراف فوندت (Wilhem Wundt) كمساعد له في خريف عام 1886م. في 12 أكتوبر عام 1887م حصل كولبه على درجة الدكتوراه. حمل عنوان أطروحته (نظرية الشعور الحسي). هذا الموضوع كان مهتما به طول حياته، وأثر خصوصًا على دراسته ومحاضراته اللاحقة حول الجماليات. ثم أصبح محاضرا في جامعة لايبزيغ، قبل أن يتم ترقيته إلى درجة الإستاذية الاستثنائية عام 1894م. في أكتوبر 1894م، التحق كولبه بجامعة فورتزبورغ كأستاذ محاضر، وهي أعلى رتبة يمكن الحصول عليها كأستاذ في جامعة ألمانية، لكل من الفلسفة والجمال. في عام 1896م أسس كولبه مختبرا نفسيا. عمل على زيادة حجمه ومعداته حتى أصبح من أبرز مخابر علم النفس في ألمانيا. قام كولبه بتأسيس معاهد علم نفس أخرى في جامعة بون، وجامعة ميونخ. قبل عيد الميلاد عام 1915، عانى كولبه من نوبة إنفلوانزا. لكنه تعافى لدرجة أنه تمكن من العودة إلى تعليمه الجامعي. ومع ذلك كان يعاني من التهاب في قلبه، استسلم له في 30 ديسمبر عام 1915.

## مساهمات كولبه
لكولبه مساهمات في مجالي علم الفلسفة وعلم النفس، فبعد أن أسس كولبه في ألمانيا مدرسة فروتسبورغ، عنيت هذه المدرسة تحت إشرافه بالتحليل التجريبي لعمليات النفس الفكرية والإرادية، متخذة طريقة التأمل الباطني أساسا لدراستها، وقد أصبحت طريقة التأمل الباطني في نظر كولبه ومدرسة فورتسبورغ، منهجا دقيقا للبحث السكيولوجي يمكن المتأمل من دراسة عمليات النفس الراقية المعقدة دراسة تحليلية تفصيلية كما لو كان يراها خلال عدسة المجهر، فقد قام رجال هذه المدرسة بعمل التجارب النفسية وتكرارها، وتقسيم التجربة الواحدة إلى عناصر، ثم وصف هذه العناصر كل منها على حدة، ثم وصف التجربة في صورتها العامة، وحصلوا بذلك على نتائج لم يسبق إليها سابق في ميدان البحث النفسي.
لم يكن مجهود كولبه قاصرا على ميدان علم النفس الذي ألف فيه ونقد غيره من المؤلفين، بل ساهم بنصيب غير قليل في الحركة الفلسفية التي كانت سائدة في عصره، فألف في المشكلة الفلسفية التي شغلت أذهان المفكرين في ذلك الوقت - وهي مشكلة ( الحقيقة الواقعية) - << كتابه التحقق>> الذي عرض فيه كولبه المشاكل النفسية في أخص نواحيها، وما اتصل منها بمباحث الوجود، وما اتصل بنظريات المعرفة الإنسانية وبالمنطق، فتراه يحدد معنى <<الحقيقة الواقعية>> ويبحث بالتفصيل الأسباب التي تدعو إلى القول بوجود الحقائق الواقعية، ويرد ردا قويا مفحما على المخالفين من أصحاب المذاهب الاخرى، وأما نظرية المعرفة عنده فتنحصر في البحث في الذات المدركة، والموضوع المدرك. ولكولبه مجهود كبير في التدريس في الجامعات الالمانية.

## أعمال كولبه
تغطي كتب كولبه مجموعات متنوعة من الموضوعات، تشمل علم النفس والفلسفة والمنطق ونظرية المعرفة. نشر كولبه أول كتاب له في عام 1893م تحت مسمى أصول علم النفس (Grundriss der Psychologie). في عام 1895م نشر كتابه الثاني تحت مسمى المدخل إلى الفلسفة، الذي ترجم إلى اللغة العربية، كان هذا الكتاب دليلاً لكل من الفلسفة الماضية والحالية، ونصًا أساسيًا لطلاب الجامعات الألمانية ليس فقط الفلسفة العامة، ولكن علم النفس والمنطق والأخلاق وعلم الجمال أيضًا. في الكتاب، ينظر كولبه أيضًا في العلاقات بين الجسد والعقل. في عام 1912 ، نشر كولبه كتابا تحت مسمى علم نفس الفكر الحديث، والذي ترجم إلى اللغة الإنجليزية. كتابه الرابع كان تحت مسمى <<التحقق>> (Die Realisierung).